# Університет Флориди
Університет Флориди (англ. University of Florida) — вищий навчальний заклад в місті Гейнсвілл, штат Флорида, США. Заснований в 1853 році. З 1985 року є членом Асоціації американських університетів.

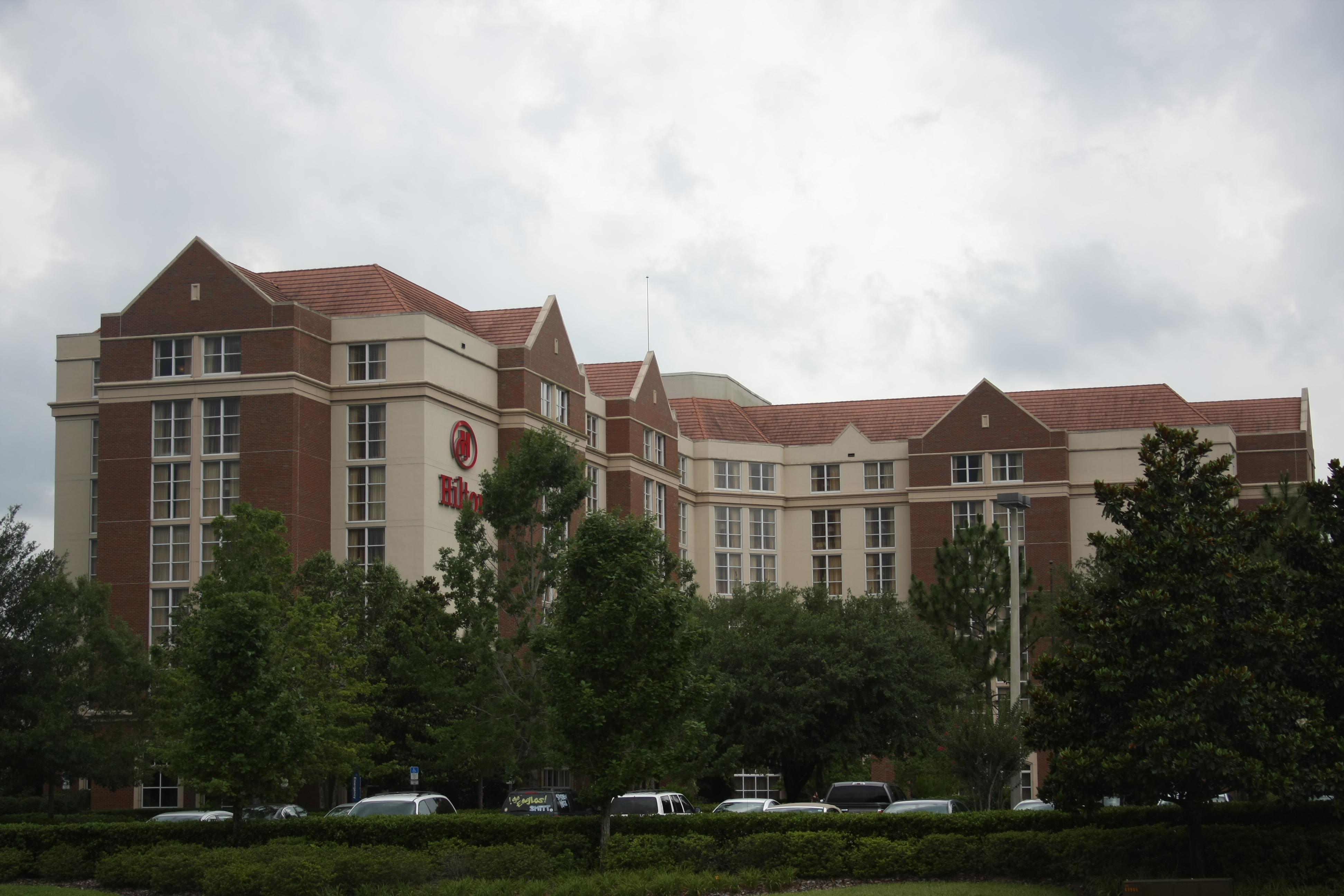

У складі університету знаходяться наступні факультети: біологічний, геологічний, геобіологічний, геофізичний, історичний, історії філософії, біофізичний, англійської мови, астрономічний, комп'ютерних систем, інженерний, геохімічний, хімічний, економічний, менеджменту, соціологічний, фізичний, математичний, біохімічний, аеронавтики, механіки, електрики і т. д.
В Університеті Флориди навчаються студенти з 130 країн, частка іноземних студентів становить 10 відсотків.